# Maison Frankinet
La Maison Frankinet o Maison-atelier d'Édouard Frankinet es un edificio de estilo Art Nouveau construido en 1903 por el arquitecto Édouard Frankinet como residencia personal y taller. Está ubicado en el n. 21 rue des Rogations en Woluwé-Saint-Lambert cerca del bulevar Brand Whitlock en una calle donde se han erigido muchos edificios de estilo Art Nouveau como los números 17, 19, 75 y 89 también debido a Édouard Frankinet y noh 15 dirigida por Camille Damman , en Woluwé-Saint-Lambert ,Región de Bruselas-Capital, Bélgica.
Está incluido en la lista de monumentos clasificados de Woluwe-Saint-Lambert desde2 avril 19992 de abril de 1999 como los edificios vecinos de los números 15, 17 y 19. 

## Historia
Édouard Frankinet lo construyó esta casa para vivir y servir de oficina y de estudio de arquitectura entre 1903 y 1907.
La fachada y el esgrafiado fueron restaurados a principios de la década de 2010. La puerta de entrada y el mirador han recuperado su color original de madera.

## Descripción
Su fachada es en sí misma una síntesis de los principales elementos que caracterizan por su estructura y su ornamentación el estilo geométrico Art Nouveau de Bruselas. Encontramos:
- dos vanos asimétricos (excepto en el nivel superior),
- una diversidad y policromía de materiales de construcción : bloques de arenisca amarilla, ocre y verde, ladrillo rojo, piedra Euville originalmente blanca y piedra azul (piedra cortada),
- bayas diferentes : rectangulares, de asa de cesta, de medio punto o de arco ajimezado ,
- un arco de herradura que cubre el mirador del vano derecho,
- herrajes en el balcón del primer piso,
- esculturas de piedra (dos cabezas esculpidas, diademas en molduras),
- tallas de madera (puerta principal : siete mascarones, paneles rectangulares, líneas curvas; mirador : semicírculos en cuadrados),
- vidrieras policromadas (escena con un pavo real en la puerta principal),
- vidrieras monocromáticas en los pequeños cuadrados de varias bahías,
- pequeños bosques en varias bahías,
- un ventanal rectangular de madera que descansa sobre dos consolas de piedra (bahía izquierda),
- dos miradores de planta triangular superpuesta (bahía derecha),
- dos anclas de fachada adornadas,
- una alineación de seis bahías idénticas en el nivel superior,
- un esgrafiado de Paul Cauchie en el entablamento bajo la cornisa : dibujo con motivo floral que incluye dos medallones que representan figuras femeninas,
- una cornisa prominente sobre ménsulas de madera.

## Artículos relacionados
- Art Nouveau en Bélgica
- Art Nouveau en Bruselas

- Datos: Q48751588
- Multimedia: Avenue des Rogations 21, Woluwe-Saint-Lambert / Q48751588